# Derek Motors
Derek Motors war ein britischer Automobilhersteller in West Norwood (London). Zwischen 1924 und 1926 wurden dort Kleinwagen gebaut.
Der Derek 9/20 hp besaß einen seitengesteuerten Vierzylinder-Reihenmotor mit 1,0 l Hubraum und sein Radstand betrug 2667 mm.
Daneben wurde auch der etwas größere Derek 10/25 hp angeboten. Sein Vierzylindermotor hatte einen Hubraum von 1,25 l und war bereits obengesteuert. Auch der Radstand war mit 2705 mm etwas länger.
1926 wurde die Fertigung eingestellt.

## Modelle
| Modell   | Bauzeitraum | Zylinder | Hubraum  | Radstand |
| -------- | ----------- | -------- | -------- | -------- |
| 9/20 hp  | 1924–1926   | 4 Reihe  | 1018 cm³ | 2667 mm  |
| 10/25 hp | 1924–1926   | 4 Reihe  | 1247 cm³ | 2705 mm  |

## Quelle
- David Culshaw & Peter Horrobin: The Complete Catalogue of British Cars 1895–1975. Veloce Publishing plc. Dorchester (1999).  ISBN 1-874105-93-6